# 安齊拉貝二區

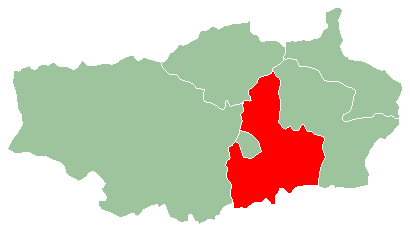

安齊拉貝二區，是馬達加斯加的行政區，位於該國中部，由瓦卡南卡拉特拉負責管轄，首府設於安齊拉貝，面積2,241平方公里，2011年人口385,031人，人口密度每平方公里172人。